# Араужо, Леонардо
Леона́рдо Насиме́нто де Арау́жо (порт. Leonardo Nascimento de Araújo; род. 5 сентября 1969, Нитерой, Рио-де-Жанейро) — бразильский футболист, тренер и менеджер. Чемпион мира 1994 года.

## Игровая карьера
Леонардо начал свою карьеру во «Фламенго» в 1987 году. В 17 лет главный тренер клуба Себастьян Лазарони дал Араужо возможность сыграть с его кумиром Зико, а также с Леандро, Бебето и Ренато Гаушо и принять участие в завоевании своего первого чемпионата Бразилии. В 1990 году Леонардо подписал контракт с клубом «Сан-Паулу», и в 1991 году он, Раи, Кафу, Мюллер и другие молодые таланты стали частью так называемых «esquadrão tricolor» под руководством Теле Сантаны, и Леонардо выиграл второй бразильский чемпионат.
Позже в том же году он подписал контракт с испанской «Валенсией». После двух сезонов, он вернулся в Бразилию для кратковременного контракта с «Сан-Паулу», в течение которого команда выиграла несколько призов, включая Межконтинентальный кубок.
Международный дебют у Леонардо состоялся в 1990 году. Он поехал на чемпионат мира по футболу 1994 года, оставив за бортом молодого Роберто Карлоса. Леонардо играл хорошо в первых играх, но в матче со сборной США он сломал американскому полузащитнику Табу Рамосу скуловую кость. После матча его дисквалифицировали на 4 игры. Леонардо лично приносил извинения Рамосу, утверждая, что удар был неумышленный. Дисквалификация не позволила ему сыграть остальные матчи.
В 1994 году после чемпионата мира Леонардо продолжил карьеру в японском клубе «Касима Антлерс», снова получив возможность играть со своим кумиром и другом Зико. В 1996 году он вернулся в Европу, на сей раз во Францию, в «Пари Сен-Жермен». В этом клубе Леонардо прекратил играть как левый защитник и перешёл в среднюю линию, играя иногда слева, а иногда как плеймейкер или нападающий. В 1997 году Леонардо дали 10-й номер в сборной. Он был важным членом команды, которая выиграла Кубок Америки 1997.
В следующем году Леонардо сыграл все семь игр на его втором чемпионате мира, помогая Бразилии дойти до второго места. Во втором групповом матче против Марокко он забил гол, но как потом оказалось, из офсайда. В предыдущем, 1997 году, он перешёл из ПСЖ в итальянский «Милан» за 8,5 миллионов евро, и таким образом стал постоянно играть в нападении, и стал главной звездой «Милана» тех лет. Он сыграл четыре полных сезона, забив 62 гола в 177 матчах. Позже он вернулся в Милан и завершил там свою карьеру в 2003 году. Свои последние голы за сборную он забил в квалификации к чемпионату мира 2002 года. Всего за сборную Бразилии он забил 8 голов в 60 играх.

## Тренерская карьера
После завершения карьеры футболиста Леонардо стал вести агентскую деятельность, а также поступил на тренерские курсы. Среди сделок, в которых принял участие Леонардо, был переход Кака из «Сан-Паулу» в «Милан». Кроме того, не последнюю роль сыграл Леонардо в переговорах «Милана» с «Интернасьоналом» o переходе Алешандре Пато. В июне 2009 года Леонардо возглавил «Милан» в качестве главного тренера. Официально об этом было объявлено 1 июня. В этом же месяце он получил тренерскую категорию A, которая позволила ему официально тренировать «россонери». В клубе бразилец столкнулся с кадровым дефицитом: у «россонери» в избытке наличествовали возрастные игроки, а лидер клуба, Кака, перешёл в «Реал». Начало сезона вышло у «Милана» неудачным: клуб проиграл несколько игр. Однако с изменением схемы игры команды на 4-3-3 клуб «расцвёл», плюс началась удачная пора для Роналдиньо, который стал «везти» игру. Но этого не хватило «россонери» в матчах с командами-грандами. Например с «Манчестер Юнайтед» в Лиге чемпионов и «Интером» в Серии А. Перед последним туром, Леонардо объявил о своей отставке.
24 декабря 2010 года Леонардо подписал контракт с «Интернационале» до 30 июня 2012 года.
6 января 2011 года, в первом матче под руководством Леонардо, «Интер» обыграл «Наполи» со счётом 3:1.
6 марта 2011 года, после победы над «Дженоа» в рамках 28-го тура чемпионата Италии 2010/11 (5:2), Леонардо установил новый рекорд для тренеров серии А, начинавших работу с новым клубом. «Интер» под его руководством набрал 33 очка в 13 матчах.
29 мая 2011 года «Интер», со счётом 3:1 обыграв «Палермо», стал обладателем Кубка Италии. Нерадзурри завоевали этот трофей в седьмой раз в своей истории. Таким образом Леонардо выиграл свой первый трофей в тренерской карьере.
17 июня 2011 года покинул пост тренера «Интера» и стал спортивным директором французского клуба «Пари Сен-Жермен».
28 сентября 2017 года назначен главным тренером турецкого клуба «Антальяспор». Контракт подписан на 2 года. 7 декабря 2017 года отправлен в отставку.
После этого Леонардо принял решение о возвращении к роли футбольного менеджера.
25 июля 2018 года стал спортивным и техническим директором «Милана». Произошло это по инициативе нового владельца итальянского клуба — американского инвестиционного фонда Elliott.

## Личная жизнь
С 2013 года женат на итальянской журналистке и телеведущей Анне Билло. У них двое детей: сыновья Тьяго и Томас.

## Достижения
Интер
- Обладатель Кубка Италии: 2010/11

## Статистика
| Команда        | Страна | Начало работы | Окончание работы | И  | В  | Н  | П  | В%    |
| -------------- | ------ | ------------- | ---------------- | -- | -- | -- | -- | ----- |
| Милан          | Италия | 01.06.2009    | 23.05.2010       | 38 | 20 | 10 | 8  | 52.63 |
| Интернационале | Италия | 10.12.2010    | 06.06.2011       | 23 | 17 | 2  | 4  | 73.91 |
| Антальяспор    | Турция | 28.09.2017    | 7.12.2017        | 0  | 0  | 0  | 0  | 00.00 |
| ВСЕГО          |        |               |                  | 61 | 37 | 12 | 12 | 60.65 |